# Aucun homme ni dieu
Aucun homme ni dieu (Hold the Dark) est un roman de William Giraldi sorti en 2014.

## Résumé
Le fils de Medora Slone, 6 ans, est le troisième enfant à avoir été enlevé par les loups dans le village de Keelut en Alaska. Elle fait appel à Russell Core, un spécialiste des loups gris.

## Accueil
- Télérama : TT[1]

## Adaptation
Le roman a été adapté en 2018 sous la forme d'un film réalisé par Jeremy Saulnier et sorti sur Netflix : Aucun homme ni dieu.